# 小行星12932
小行星12932（12932 Conedera）是一颗绕太阳运转的小行星，为主小行星带小行星。该小行星于1999年10月10日发现。

## 轨道参数
小行星12932的轨道半长轴为2.4243330 UA，离心率为0.203。